# میشل فلوریندو
میشل فلوریندو (انگلیسی: Michele Florindo؛ زادهٔ ۲ مهٔ ۱۹۸۰) بازیکن فوتبال اهل ایتالیا است.
از باشگاه‌هایی که در آن بازی کرده‌است می‌توان به باشگاه فوتبال پادوا و باشگاه فوتبال اسپتزیا اشاره کرد.